# فرودگاه دفونیاک اسپرینگز
فرودگاه دفونیاک اسپرینگز (به انگلیسی: DeFuniak Springs Airport) یک فرودگاه همگانی بهره‌برداری هوایی است که یک باند فرود آسفالت دارد و طول باند آن ۱۲۶۴ متر است. این فرودگاه در شهر دوفونیاک اسپرینگز، فلوریدا کشور ایالات متحده آمریکا قرار دارد و در ارتفاع ۸۸ متری از سطح دریا واقع شده‌است.